# Duché de Saxe-Weissenfels
1656–1746
Entités précédentes :
- Électorat de Saxe

Entités suivantes :
- Électorat de Saxe

Le duché de Saxe-Weissenfels (en allemand : Herzogtum Sachsen-Weißenfels) est un ancien territoire du Saint-Empire romain existant de 1656 à 1746 avec comme capitale la ville de Weißenfels.
Ses souverains appartenaient à une lignée collatérale de la branche albertine des Wettin : le duché était l'héritage accordé à Auguste de Saxe, fils cadet de l'électeur Jean-Georges Ier. Il fut réintégré à l'électorat de Saxe à la disparition du dernier membre de cette lignée.

## Histoire

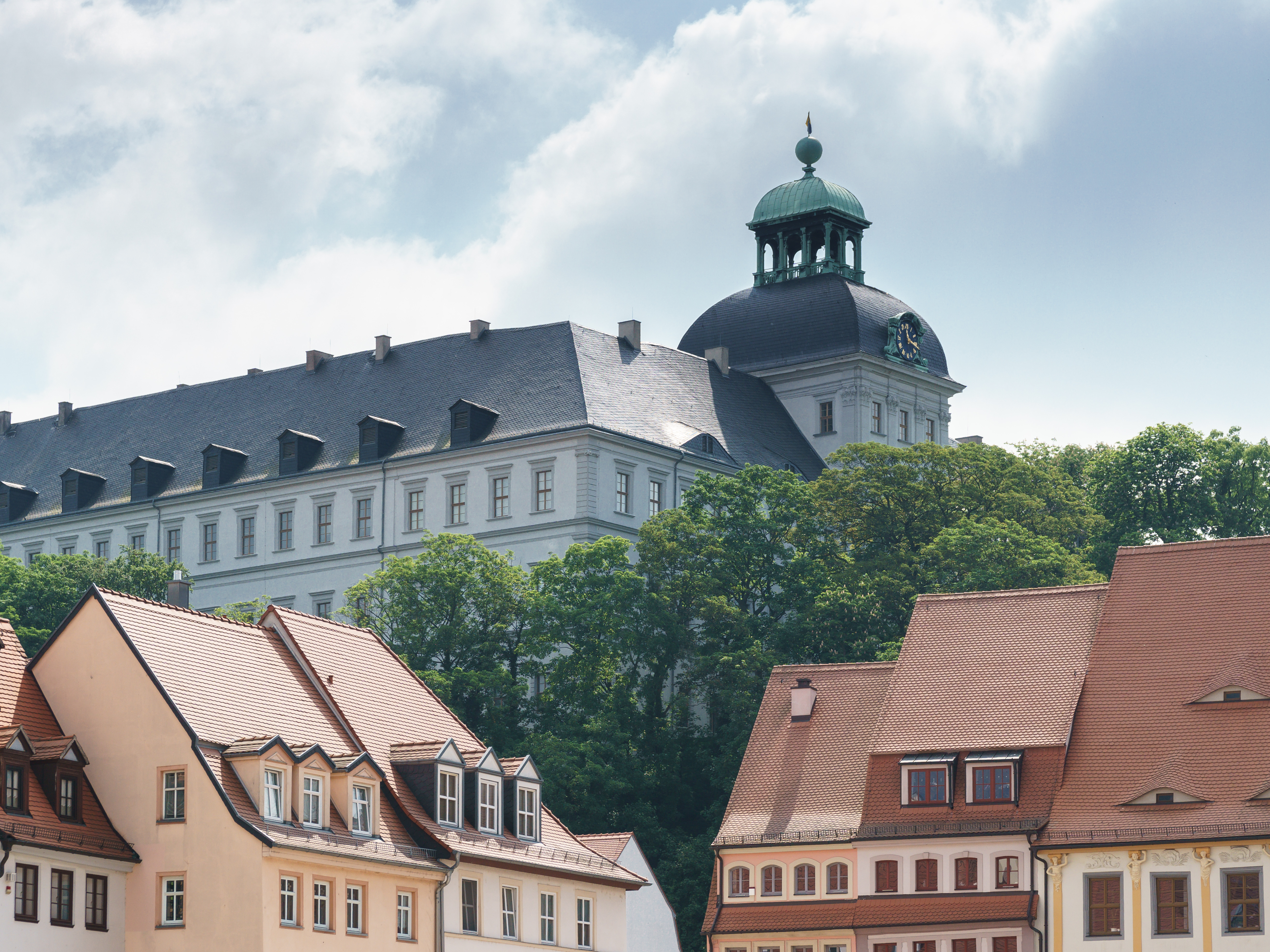
Le château de Neu-Augustusburg à Weißenfels.

Dans son testament du 20 juillet 1652, l'électeur Jean-Georges Ier de Saxe avait stipulé que ses trois fils cadets devraient disposer de leurs propres possessions afin de préserver leur approvisionnement. Après le décès du souverain en 1656 à Dresde, son fils aîné lui succède, lorsque ses frères ont commencé les lignées collatérales de Saxe-Weissenfels, de Saxe-Mersebourg et de Saxe-Zeitz. 
Tout d'abord, le nouveau duc Auguste de Saxe-Weissenfels (1614-1680), également administrateur de l'archevêché de Magdebourg, résida à Halle-sur-Saale ; en 1660, il posa la première pierre du château de Neu-Augustusburg à Weißenfels, le futur siège des souverains. Son fils et successeur Jean-Adolphe Ier (1649-1697) a pu s'installer au palais résidentiel en 1694.
Le patrimoine de Saxe-Weissenfels se compose de trois domaines :
- les bailliages de Weißenfels, Freyburg (avec le château de Neuenburg), Sachsenburg, Sangerhausen, Eckartsberga et Weißensee au sein du cercle de Thuringe ;
- les bailliages de Querfurt, Jüterbog, Dahme et Burg au sein de l'ancien archevêché de Magdebourg, tous accordés à l'électorat de Saxe par la paix de Prague signée en 1635 ;
- le comté de Barby, acquis après l'extinction de la lignée en 1659.

La seigneurie de Querfurt, un État du Cercle de Haute-Saxe, était liée à la supériorité territoriale reconnue par l'empereur Léopold Ier. En conséquence, les Wettin ont créé la principauté de Saxe-Querfurt qui n'avait toutefois pas obtenu un siège à la Diète d'Empire.

## Liste des ducs de Saxe-Weissenfels
- 1656-1680 : Auguste ;
- 1680-1697 : Jean-Adolphe Ier, fils du précédent ;
- 1697-1712 : Jean-Georges, fils du précédent ;
- 1712-1736 : Christian, frère du précédent ;
- 1736-1746 : Jean-Adolphe II, frère du précédent.

### Liste des ducs de Saxe-Weissenfels, comtes de Barby
- 1680-1728 : Henri, fils d'Auguste ;
- 1728-1739 : Georges-Albert, fils du précédent.

### Duc de Saxe-Weissenfels-Dahme
- 1711-1715 : Frédéric, fils d'Auguste.